# Kroksjön (Vilhelmina socken, Lappland)
Kroksjön är en sjö i Vilhelmina kommun i Lappland och ingår i Vapstälvens huvudavrinningsområde. Sjön har en area på 0,477 kvadratkilometer och ligger 655,2 meter över havet. Kroksjön ligger i Södra Gardfjället Natura 2000-område.

## Delavrinningsområde
Kroksjön ingår i det delavrinningsområde (725350-148210) som SMHI kallar för Utloppet av Kroksjön. Medelhöjden är 687 meter över havet och ytan är 3,81 kvadratkilometer. Räknas de 6 avrinningsområdena uppströms in blir den ackumulerade arean 22,82 kvadratkilometer. Vattendraget som avvattnar avrinningsområdet har biflödesordning 2, vilket innebär att vattnet flödar genom totalt 2 vattendrag innan det når havet efter 79 kilometer. Avrinningsområdet består mestadels av skog (85 procent). Avrinningsområdet har 0,54 kvadratkilometer vattenytor vilket ger det en sjöprocent på 14,1 procent.